# Bir Sreshtho
Das Bir Sreshtho (deutsch: „Der größte Held“) ist die höchste Kriegsauszeichnung der Streitkräfte Bangladeschs. Sie wurde kurz nach dem Bangladesch-Krieg an sieben Freiheitskämpfer für herausragende Tapferkeit im Angesicht des Feindes verliehen und steht innerhalb der Rangfolge der Orden und Ehrenzeichen des Bangladeschs an erster Stelle.

## Liste der Träger des Bir Sreshtho für Tapferkeit

### Heer
- Mohiuddin Jahangir, Hauptmann (* 1949; † 1971)
- Hamidur Rahman
- Mostafa Kamal

### Marine
- Mohammad Ruhul Amin

### Luftwaffe
- Matiur Rahman

### Grenzschutz
- Munshi Abdur Rouf
- Lance Naik Nur Mohammad Sheikh